# 大阿爾克那
大阿爾克那（英語：Major Arcana）是指塔羅牌的組合，在塔羅牌中一般俗稱為「大秘儀」、「大牌」、「王牌」(trump)，共包含22張牌，編號由0 - 21。
阿爾克那（Arcana）為中古世紀煉金術師所追尋的奧秘，天地萬物運行的道理。0為愚者超然於其它21張塔羅牌之外，部分占卜師認為愚者早已具備空白牌的功能，此派認為再加入空白牌的行為是不智的、多餘的、破壞平衡的行為。
馬賽塔羅牌一般會以VIII為正義，XI為力量。只是偉特塔羅牌基於西方神秘學中的占星術原則把兩張牌掉轉，因為正義所代表的是天秤座而力量所代表的是獅子座，明顯地獅子座應放在天秤座前的，在更改順序後的塔羅牌被認為更符合星相週期發展，及後很多新出現的塔羅牌亦跟隨這種排列。但馬賽牌或托特牌則認為塔羅牌本身也沒有順著這種星座週期，如排列於兩牌之間的命運之輪所代表的就是木星，所以即使不是跟從星座順序也不是什麼問題。與小阿爾克那的應用及相對關係，可對應世界一切的現象。

## 編號與意義

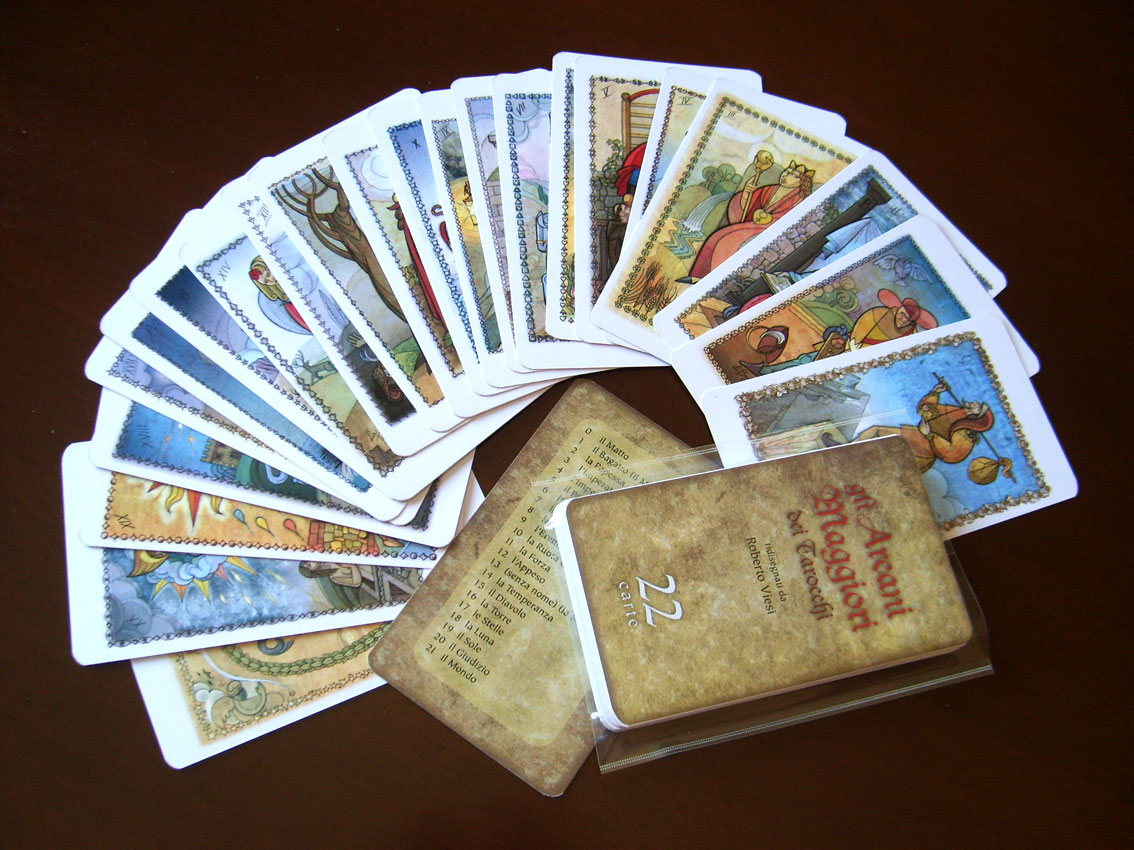
塔羅牌中的22張大阿爾克那牌

編號和名稱各具代表不同的意義，最通用的塔羅牌偉特塔羅牌中的大牌次序如下：
　　0. Ο（最初的虛無）- 愚者（Le Fou，狡猾之者）- 天王星
1. I（萬物的開端）- 魔術師（Le Bateleur，出發、發現、創造）- 水星
2. II（陰陽）- 女祭司（La Papesse，女性的神秘）- 月球
3. III（愛、生命、和平）- 皇后（L'Impératrice，包容、豐收、豐腴）- 金星
4. IV（四大元素）- 皇帝（L'Empereur，自我的權利）- 白羊座
5. V（平均的力量）- 教皇（Le Pape，知識與道德）- 金牛座
6. VI（天地的調和）- 戀人（L'Amant，上天的祝福）- 雙子座
7. VII（勝利）- 戰車（Le Chariot，熱情）- 巨蟹座
8. VIII（力量的穩定）- 力量（La Force，支配）- 獅子座
9. IX（調和大三角）- 隱者（L'Ermite，知識）- 處女座
10. X（宇宙的基礎）- 命運之輪（La Roue de la fortune，天使與魔鬼）- 木星
11. XI（不完整）- 正義（La Justice，公平的真理）- 天秤座
12. XII（終點）- 倒吊人（Le Pendu，自我犧牲）- 海王星
13. XIII（死亡人數）- 死神（La Mort，循環）- 天蠍座
14. XIV（適當）- 節制（Tempérance，自我控制）- 射手座
15. XV（野性）- 惡魔（Le Diable，慾望）- 魔羯座
16. XVI（惡意的基盤）- 塔（La Maison Dieu，驕傲者必亡）- 火星
17. XVII（治癒）- 星星（L'Étoile，魂魄飛向宇宙）- 水瓶座
18. XVIII（不安、淨化）- 月亮（La Lune，黑暗的降臨）- 雙魚座
19. XIX（新生命誕生）- 太陽（Le Soleil，崇拜）- 太陽
20. XX（極限）- 審判（Le Juge，復活）- 冥王星
21. XXI（最終的虛無）- 世界（Le Monde，完美無缺）- 土星

## 外部連結
- Iconography of Tarot cards / many examples / en （页面存档备份，存于）